# 大阪府高等学校の通学区域

大阪府高等学校の通学区域（おおさかふこうとうがっこうのつうがくくいき）は、かつて1950年（昭和25年）度から2013年（平成25年）度まで大阪府の公立高等学校（全日制課程普通科）に設けられていた通学区域（学区）。2014年度の入学者選抜（入学試験）以降、全ての大阪府立および大阪市立・堺市立・岸和田市立・東大阪市立の公立高校は、大阪府内全域から出願が可能となっている。
なお、府内唯一の国立の大阪教育大学附属高等学校は、3校舎（池田校舎、天王寺校舎、平野校舎）とも明確な学区を定めていないが「保護者と同居し、通学時間90分」などと定めている。また、府内の私立高校は、ほとんどの学校で学区を定めていない。

## 変遷
太平洋戦争後の学制改革による1948年（昭和23年）の新制の高校発足に際して、「小学区制」「男女共学」「総合制」の3点が重視された。後に高校三原則と呼ばれる基本原則である。
これを受け、各都道府県では1950年前後に上記3点を踏まえた通学区域（学区）制度が定められたが、大阪府でも1950年度、大阪市内を6つ、市外を7つ、府内あわせて13の学区に分ける学区制度が始まった（計50校）。翌1951年には「教育の機会均等」「男女共学の完全実施」「競争入学を避け、地域密接、通学時間を省く」との内容をうたった「大阪府公立高等学校通学区域に関する規則」も定められた。
その後、第一次ベビーブームを迎えて高校の新設も相次ぎ、学区による高校数の不均衡が生じたため、13学区制発足から13年後の1963年、学区の規模を拡大、逆に学区の数を減らす5学区制がスタートした（計60校）。続く人口増と進学率の上昇で新たに11校が設置されたが、10年後の1973年、今度は学区の規模を縮小し、9つの学区に細分化する9学区制が発足した（計76校）。
1971年誕生の黒田革新府政が、高校入試で「十五の春は泣かせない」政策として、大幅に府立高校を新設した結果、1970年代のピーク時には147校と倍増する。
バブル経済も峠を越えた1990年（平成2年）ごろから少子化が始まる。これを受け大阪府教育委員会は1999年から「特色ある高校づくり」に注力。府立高等学校特色づくり・再編整備計画を策定し、普通科高校から国際教養科・総合学科などへの改編や、高校の統廃合を進めた。結果、9学区制スタート時の75校まで普通科高校を減らした上で、2007年から4学区制が導入された。
なお、学区の境に位置する学校を調整校とし、部分的な越境通学を公認した（9学区制の場合、調整校は初年度で36校）。また、普通科を除く各専門学科校は学区がない（府内全域を通学区域とする）。ただし、普通科総合選択制校には学区が適用された。

## 市内6・市外7学区制（13学区制）
1950年度から1962年度まで。大阪市内23、市外27の計50校で発足。普通科だけでなく、商業科や家庭科を含む。最終的に市内25、市外30の計55校となる。
以下に13学区制当時の学区割りを示す。区名・市名・郡名は1950年4月1日当時のもの。なお調整区域等も多数設定されていた。
（大阪市内）
- 市内第一学区：北区、西淀川区、東淀川区、大淀区
- 市内第二学区：西区、港区、此花区、大正区、福島区
- 市内第三学区：東区、東成区、旭区、都島区、城東区
- 市内第四学区：南区、天王寺区、阿倍野区（北部）、（中河内郡の一部も）
- 市内第五学区：生野区、東住吉区、（中河内郡の一部も）
- 市内第六学区：浪速区、西成区、住吉区、阿倍野区（南部）

（大阪市外）
- 市外第一学区：豊中市、池田市、豊能郡
- 市外第二学区：吹田市、高槻市、茨木市、三島郡
- 市外第三学区：守口市、枚方市、北河内郡
- 市外第四学区：布施市、八尾市、中河内郡
- 市外第五学区：富田林市、南河内郡
- 市外第六学区：堺市、泉大津市、泉北郡
- 市外第七学区：岸和田市、貝塚市、泉佐野市、泉南郡、（泉北郡忠岡町も）

## 5学区制
1963年度から1972年度まで。普通科60校でスタート。商業科、農業科など普通科以外の通学区域は、府内全域になる。
以下に5学区制当時の学区割りを示す。区名・市名・郡名は1963年4月1日当時のもの。なお調整区域等も多数設定されていた。
- 第一学区：大阪市北区・西淀川区・東淀川区・大淀区、豊中市、池田市、吹田市、高槻市、茨木市、箕面市、豊能郡、三島郡
- 第二学区：大阪市東区・西区・港区・此花区・大正区・旭区・福島区・都島区・城東区、守口市、枚方市、寝屋川市、大東市、北河内郡
- 第三学区：大阪市南区・東成区・天王寺区、布施市、八尾市、枚岡市、河内市、柏原市
- 第四学区：大阪市浪速区・西成区・住吉区・生野区・阿倍野区・東住吉区、富田林市、河内長野市、松原市、羽曳野市、南河内郡
- 第五学区：堺市、岸和田市、泉大津市、貝塚市、泉佐野市、和泉市、泉北郡、泉南郡

## 9学区制
1973年度から2006年度まで。“1学区あたり10校、中学校卒業生9000人”構想のもと、76校でスタート。1987年には最多の147校まで増設される。
以下に9学区制当時の学区割りを示す。区名・市名・郡名は1973年4月1日当時のもの。なお調整区域等も多数設定されていた。
- 第一学区：大阪市北区・西淀川区・東淀川区（西部）・大淀区、豊中市、池田市、箕面市、豊能郡
- 第二学区：大阪市東淀川区（東部）、吹田市、高槻市、茨木市、摂津市、三島郡
- 第三学区：大阪市東区・西区・港区・此花区・大正区・旭区・福島区・都島区・城東区
- 第四学区：守口市、枚方市、寝屋川市、大東市、門真市、四條畷市、交野市
- 第五学区：大阪市南区・東成区・天王寺区、八尾市、柏原市、東大阪市
- 第六学区：大阪市浪速区・西成区・住吉区・生野区・阿倍野区
- 第七学区：大阪市東住吉区、富田林市、河内長野市、松原市、羽曳野市、藤井寺市、南河内郡
- 第八学区：堺市、泉大津市、和泉市、高石市、泉北郡
- 第九学区：岸和田市、貝塚市、泉佐野市、泉南市、泉南郡

| 通学区域 | 所属地域                                                                                               | 高等学校名 |
| -------- | --- | --- |
| １区     | 北区、西淀川区、淀川区、豊中市、池田市、箕面市、豊能郡                                                 | 北野、東淀川、西淀川、池田、渋谷、池田北、豊中、桜塚、東豊中、豊島、刀根山、少路、箕面、箕面東、城山、市立扇町                                         |
| ２区     | 東淀川区、吹田市、高槻市、茨木市、摂津市、三島郡                                                       | 北淀、春日丘、茨木、茨木西、茨木東、福井、吹田、千里、吹田東、北千里、山田、三島、高槻北、芥川、阿武野、大冠、摂津、鳥飼、島本                         |
| ３区     | 都島区､中央区のうち大阪市立東中学校の通学区域､旭区、城東区、鶴見区、福島区、此花区、西区、港区、大正区 | 大手前、旭、茨田、港、市岡、泉尾、大正、市立東、市立桜宮、市立汎愛、大阪市立                                                                           |
| ４区     | 守口市、枚方市、寝屋川市、大東市、 門真市、四條畷市、交野市                                            | 四條畷、四條畷北、寝屋川、南寝屋川、東寝屋川、西寝屋川、枚方、長尾、牧野、香里丘、枚方津田、枚方なぎさ、守口東、門真西、門真なみはや、大東、野崎、交野 |
| ５区     | 天王寺区、中央区のうち大阪市立南中学校及び同上町中学校の通学区域､東成区、八尾市、柏原市、東大阪市      | 清水谷、高津、夕陽丘、布施、花園、池島、布施北、かわち野、山本、八尾、清友、八尾翠翔、柏原東、東大阪市立日新                                           |
| ６区     | 浪速区、阿倍野区、住之江区、住吉区、西成区、生野区                                                     | 勝山、西成、天王寺、阿倍野、住吉、阪南、大和川 |
| ７区     | 東住吉区、平野区、松原市、富田林市、河内長野市、羽曳野市、藤井寺市、大阪狭山市、南河内郡               | 東住吉、平野、生野、大塚、河南、富田林、金剛、羽曳野、西浦、長野、長野北、藤井寺、美原、狭山                                                           |
| ８区     | 堺市、泉大津市、和泉市、高石市、泉北郡                                                                 | 登美丘、泉陽、三国丘、鳳、泉北、金岡、東百舌鳥、堺西、福泉、堺上、成美、泉大津、横山、伯太、信太、高石、堺東                                           |
| ９区     | 岸和田市、貝塚市、泉佐野市、泉南市、阪南市、泉南郡                                                     | 和泉、岸和田、久米田、佐野、日根野、貝塚南、泉南、砂川、泉鳥取、岬                                                                                     |

平成17年2月14日「大阪府立高等学校の通学区域（学区）のあり方について」P15の資料より引用

## 4学区制
2007年度から2013年度まで。以前の学区が2-3個合併する形で4学区に再編された。
以下に4学区制当時の学区割りを示す。区名・市名・郡名は2007年4月1日当時のもの。
- 第一学区：大阪市西淀川区・東淀川区・淀川区・北区、豊中市、池田市、吹田市、高槻市、茨木市、箕面市、摂津市、豊能郡、三島郡
- 第二学区：大阪市西区・港区・此花区・大正区・旭区・福島区・都島区・城東区・鶴見区・中央区（大阪市立東中学校の通学区域）、守口市、枚方市、寝屋川市、大東市、門真市、四條畷市、交野市
- 第三学区：大阪市浪速区・西成区・東成区・天王寺区・住吉区・生野区・阿倍野区・東住吉区・平野区・住之江区・中央区（大阪市立南中学校及び同上町中学校の通学区域）、堺市美原区、八尾市、富田林市、河内長野市、松原市、柏原市、羽曳野市、藤井寺市、東大阪市、大阪狭山市、南河内郡
- 第四学区：堺市堺区・北区・西区・中区・南区・東区、岸和田市、泉大津市、貝塚市、泉佐野市、和泉市、高石市、泉南市、阪南市、泉北郡、泉南郡

## リンク
- 大阪府立高等学校通学区域に関する規則 - 2007年度からの「4学区制」について
- 大阪府教育委員会